# Zerbo
Zerbo là một đô thị ở tỉnh Pavia trong vùng Lombardia, có cự ly khoảng 45 km về phía đông nam của Milan và khoảng 20 km về phía đông nam của Pavia. Tại thời điểm ngày 31 tháng 12 năm 2004, đô thị này có dân số 465 người và diện tích là 6,4 km².
Zerbo giáp các đô thị: Arena Po, Costa de' Nobili, Pieve Porto Morone, San Zenone al Po.